# Bodrog (okręg Kluż)
Bodrog – wieś w Rumunii, w okręgu Kluż, w gminie Apahida. W 2011 roku liczyła 49 mieszkańców.